# Czernyszewskoje
Czernyszewskoje (ros. Чернышевское, niem. do 1938 Eydtkuhnen, 1938–1945 Eydtkau, pol. Ejtkuny lub Ejdkuny, lit. Eitkūnai) – osiedle typu wiejskiego położone w obwodzie królewieckim nieopodal granicy z Republiką Litewską.
Znajduje tu się graniczna stacja kolejowa Czernyszewskoje, położona na linii Kowno – Królewiec.

## Historia
Gdy w 1860 r. doprowadzono kolej do wschodnich krańców Prus, miejscowość stała się miejscem przeładunku towarów z terenu Rosji na zachód Europy. Podczas I wojny światowej miasteczko zostało zajęte przez wojska rosyjskie i silnie zniszczone. W 1935 r. ukończono budowę nowoczesnej drogi państwowej (Reichsstraße) z Akwizgranu do Ejtkunów. Po krótkim okresie odbudowy w latach dwudziestych i trzydziestych XX wieku miejscowość znów ucierpiała podczas zajmowania Prus Wschodnich przez Armię Czerwoną. Większość ludności uciekła przed zbliżającymi się wojskami, a pozostałych wysiedlono po 1945 do stref okupacyjnych na terenie Niemiec, względnie w głąb ZSRR.

## Współczesność
W 1946 r. zmieniono nazwę miasta na Czernyszewskoje, na cześć radzieckiego oficera Czernyszewskiego. Miejscowość weszła w skład obwodu królewieckiego RFSRR, od 1991 jest częścią Federacji Rosyjskiej. Po wojnie w mieście wzniesiono więzienie i zdemontowano stację kolejową na skutek likwidacji granicy z Litwą.
Obecnie Czernyszewskoje jest ważnym przejściem granicznym między Federacją Rosyjską a Republiką Litewską.
Liczba ludności: 3,2 tys. (1875), 5,5 tys. (1910), 4,9 tys. (1939)

## Znane postaci związane z Ejtkunami
- Dieter Biallas(inne języki) (ur. 1936) – polityk FDP, wiceburmistrz i senator Hamburga (1974–1978)
- Felix Bressart(inne języki) (1892–1949) – niemiecki aktor.
- Marie Madeleine(inne języki) (1881–1944) – pisarka.
- Stasys Kružinauskas (ur. 1957) – litewski polityk.